# 倪慧芳
倪慧芳（1953年—），云南昆明人，汉族，中华人民共和国政治人物、第十一届全国政协委员。

## 生平
加入中国民主同盟，担任民盟中央常委、云南省委主委、云南省政协副主席、云南省人民检察院副检察长。2008年，当选第十一届全国政协委员，代表中国民主同盟，分入第五组。